# Letališče Samedan
Letališče Samedan (IATA oznaka: SMV, ICAO oznaka: LSZS), znano tudi kot letališče Engadin, je regionalno letališče v Samedanu v Švici, v dolini Engadin, 5 km od St. Moritza.

## Zgodovina
Ob koncu druge svetovne vojne so švicarski organi ugotovili, da bi  bilo smiselno obstoječe lokacije posodobiti kot regionalna letališča, za podporo primarnim mestnim letališčem, pri čemer naj bi letališče Samedan bilo eno od petih.

## Objekti
Letališče ima eno vzletno-pristajalno stezo v smeri 21/03 z asfaltno prevleko v izmeri 40×1800 m. Zaradi svoje lege na dnu doline, ni opremljeno s sistemom za inštrumentalno pristajanje.

## Operacije
Z nadmorsko višino 1.707 metrov (5.600 ft), je najvišje  letališče v Evropi (z izjemo letališča v francoskem Courchevelu, pri čemer je tam možna uporaba samo STOL letal). To je eno od najzahtevnejših letališč na svetu zaradi svoje težavne topografije in vetrov ter tanke zračne plasti kot posledice visoke nadmorske višine. Letališče nima rednega potniškega prometa. Najbližja letališča so v Luganu (185 km)  in Zurichu (220 km). Promet na letališču sestavljajo letala splošnega letalstva vključujoč številna zasebna in  poslovna letala, športna in zasebna propelerska letala in letala švicarskih oboroženih sil. Letno zabeležijo med 14.000 in 20.000 premikov letal na letališču.
Vzletno pristajalna steza ni vedno brez snega, je pa dovolj velika, da bi lahko tam pristajala tudi večja potniška letala tipa Boeing 737-200, Airbus 319 ali Super Constellation.
Vzlet na tem letališču na splošno zahteva posebno tehniko ogrevanja motorjev, z delujočimi zavorami, tako da se zmanjša potreben čas za vzlet na stezi in da letalo ob takem načinu pridobi čim več hitrosti. Ta tehnika je na splošno izvedljiva z večjimi letali in s težjimi tovori.

## Nesreče
- 6. marca 1970 je letalo Handley Page HP-137 Jetstream (D-INAH) družbe Bavaria doživelo nesrečo med približevanjem letališču Samedan. Ob vzletu z letališča München-Riem je letalo utrpelo poškodobo turbine  in je postalo neobvladljivo. Zato se je letalo zrušilo približno tri kilometre od praga vzletno-pristajalne steze. Dva člana posadke in vseh devet potnikov je v nesreči umrlo. Med žrtvami je bil tudi ustanovitelj družbe Bavaria Max Schwabe skupaj z družino.[7]

- Dne 14. februarja 2002 je strmoglavilo letalo Beechcraft King Air 300. Letalo je bilo na pristajalnem manevru do letališča Samedan. Vendar pa je pilot izgubil prostorsko orientacijo v kritičnih pogojih zmanjšane vidljivosti in je zrakoplov trčil ob tla. V nesreči sta umrla oba pilota.[8]

- Dne 25. julija 2008 se je zgodila nesreča jadralnega letala. Letalo vrste LS-4 je strmoglavilo kmalu po vzletu v gozd. Poškodovanega pilota so odpeljali v bolnišnico Chur, kjer je naslednji dan podlegel poškodbam.[9]

- Dne 12. februajra 2009 je prišlo do še ene hude letalske nesreče v kateri sta umrla oba pilota.[10] Letalo Falcon 10/100 se je zaletelo v štiri metre visok snežni zamet poleg vzletne steze. Zvezni Zavod za letalstvo je predpisal nov način čiščenja snežnih metežev v času zaprtja letališča ob hudem sneženju. Preiskovalci so ob preiskavi vzrokov nesreče ugotovili, da je prišlo tudi do napake pilotov.[11]

- Dne 19. decembra 2010 je letalo Beechcraft Premier I nemške letalske družbe Windrose Air strmoglavilo po prekinjenem pristanku na letališču v bližini transformatorske postaje. V nesreči sta umrla oba pilota.